# Should She Obey?
Should She Obey? er en amerikansk stumfilm fra 1917 af George Siegmann.

## Medvirkende
- George A. Siegmann
- Norbert Myles
- Gene Genung
- J. Webster Dill
- Billie West